# So Yesterday
«So Yesterday» es una canción de cantante estadounidense Hilary Duff para su segundo álbum de estudio, Metamorphosis (2003). Fue escrito y producido por The Matrix (un equipo de producción compuesto por Lauren Christy, Scott Spock y Graham Edwards), con escritos adicionales de Charlie Midnight. La canción está influenciada por la música pop rock, y la letra de la canción relata que la protagonista superó una ruptura con su novio, declarándolo "tan ayer". La canción recibió críticas variadas de críticos de música, con algunos de ellos señalando su gran similitud con las obras de Avril Lavigne, mientras que otros la nombraron una de las mejores canciones de Duff.

## Antecedentes y lanzamiento
Aunque Duff grabó canciones como "I Can not Wait", "Why Not" y "What Dreams Are Made Of", que recibieron gran difusión en Radio Disney, los ejecutivos de Buena Vista Music Group, el sello discográfico de Duff, planearon ayudarla a llegar una audiencia más madura. Entonces, Andre Recke, un ejecutivo de Buena Vista, junto con Duff y su madre, reclutaron al equipo de composición y producción "The Matrix" (formado por Lauren Christy, Scott Spock y Graham Edwards) para producir canciones para el álbum debut de Duff, Metamorphosis (2003) . "So Yesterday" se convirtió en una de las tres canciones producidas por el equipo para el álbum, y fue la última canción grabada para el álbum. Duff misma ha dicho que cuando escuchó la canción por primera vez, realmente no le gustó; sin embargo, su opinión cambió después de que ella lo escuchó más a menudo. Luego decidió que le daría a la canción un "100 por ciento" y no comentó negativamente sobre ella. Según ella, ella "terminó amando" y dijo: "Fue una canción muy divertida, y significa mucho". Bob Cavallo, presidente de Buena Vista Records, dijo que la canción era "más madura que el trabajo anterior que ella ha hecho".
"So Yesterday" se estrenó en "First Listen" de AOL Music el 27 de junio de 2003 y atrajo más de 500 000 transmisiones en dos días. Fue lanzado en la radio de tomainstream en los Estados Unidos el 15 de julio, y fue la canción "más agregada" en el formato en sus primeras dos semanas de lanzamiento. La canción aparece en todos los álbumes compilados de Duff, incluidos Most Wanted (2005), 4ever (2006) y su álbum de mayores éxitos, Best of Hilary Duff (2008). También aparece en el videojuego musical Band Hero como una descarga extra.

## Composición
Líricamente, la canción habla de alguien que ha superado una relación rota, declarando a la pareja como "ayer". Según Duff, las letras de la canción son muy útiles para romper con alguien y superarlo. En una entrevista de 2006 con Instinct, Duff dijo que la gente a menudo le decía que "So Yesterday" era "el último himno post-ruptura". Ella dijo que su madre le inculcó la noción de la fuerza interior y que quería que la música que hacía fuera positiva. "No creo que ya haya mucho de eso", dijo. Ella enfatizó la importancia de las canciones fuertes que no son solo acerca de cómo "un chico te rompió el corazón y nunca te levantarás nuevamente", diciendo que era bueno que las chicas lo oyeran.
Musicalmente, "So Yesterday" tiene un ritmo moderado, con influencias de la música pop rock y se mueve a un ritmo de 76 bpm. La canción se establece en la firma del tiempo común, y está escrita en la tecla de Do mayor. La canción tiene la secuencia de Am-G-Fmaj7 como su progresión de acordes. El rango vocal de Duff en la canción abarca desde la nota de G3 hasta la nota de A4.

## Recepción crítica
Tras su lanzamiento, la canción recibió críticas mixtas de los críticos. Stephen Thomas Erlewine de AllMusic dio una crítica positiva y comentó que la canción sonaba natural proveniente de un adolescente como Duff. También notó la influencia de Avril Lavigne en la canción. Billboard hizo una crítica mixta, y también comentó sobre la influencia de Lavigne en la canción. De manera similar, Spence D. de IGN Music se mezcló en su reseña diciendo: "[es] como helado de goma de mascar: suave y dulce al principio, pero el sabor finalmente desaparece, dejando himnos pop algo genéricos que muy probablemente serán olvidados por la mencionada multitud de jóvenes adoradoras a medida que envejecen junto con Duff ". Mientras revisaba la compilación de Duff Most Wanted, Talia Kraines de BBC Music comentó que la canción era la mejor de Duff. Del mismo modo, Sal Cinquemani de Slant Magazine, señaló la pista como "algo lindo". Elysa Gardner de USA Today hizo una crítica negativa sobre la escritura del título de la canción, "[Ese] título de la canción puede, desafortunadamente, ser profético para un artista que parece tan contento de simplemente montar la ola del momento"

## Rendimiento comercial
"So Yesterday" debutó en el Billboard Hot 100 del 16 de agosto de 2003, en el número cincuenta y tres y finalmente alcanzó el número cuarenta y dos. Pasó veinte semanas en el Hot 100. La canción encabezó la lista Billboard Hot 100 Singles Sales de EE. UU., Convirtiendo a Duff en la primera artista en cuatro meses no afiliada a American Idol, para encabezar la lista. La canción alcanzó su punto máximo en el número dos en Canadian Hot 100. En Australia, la canción debutó en el número treinta y nueve, alcanzó el número ocho en su octava semana y permaneció en la lista durante veinte semanas. Fue el cuadragésimo noveno sencillo más vendido de 2003 en Australia, y se certificó platino en 2004. En Japón, la canción alcanzó el número 199 en los charts semanales de Oricon. En el Reino Unido, la canción debutó en el número nueve en la lista de sencillos del Reino Unido. La canción alcanzó el top 10 en las listas de éxitos en otros países europeos como Holanda y Francia. A partir del 27 de julio de 2014, la canción había vendido 252,000 copias digitales en los Estados Unidos.

## Vídeo Musical
El video musical filmado en mayo de 2003. una playa en Marina del Rey, California. Este trata acerca de que Hilary rompe con su novio y mientras el practica surf ella le roba la ropa, así le toma fotos a unas personas con la camiseta de su exnovio, al final del video Hilary le devuelve la ropa con las fotos, incluyendo una de ella que firmaba que pues ya no le importaba él.
El video musical se estrenó en MTV el 24 de julio de 2003. Fue dirigido por Chris Applebaum. También apareció en Making the Video de MTV dos días después del estreno del video el 26 de julio de 2003. Según el presidente de Disney Music Group, Bob Cavallo, se tuvo cuidado de ver que el video no sería ofensivo para los jóvenes admiradores y padres de Duff, pero funcionaría para MTV.
En el video, Duff juega una broma de ruptura con su novio distante. Mientras él está en la playa, ella le roba la ropa, incluyendo una camiseta naranja que dice "¡Todo es más grande en Texas!". Pasó varios días tomando instantáneas de desconocidos que llevaban la camiseta y los metió anónimamente en su buzón. Su desconcierto se convierte en consternación cuando recibe el paquete final devolviendo la prenda junto con una foto de Duff sonriendo, mirando hacia atrás, y vistiendo una camisa que declara, "eres así ayer". A lo largo de todo el video, se muestra a Duff interpretando la canción con su banda. El video musical se ubicó en el número uno en Total Request Live. Fue un elemento básico en la encarnación del Reino Unido de Total Request Live

## Presentaciones en vivo
"So Yesterday" se presentó en el 31er de los American Music Awards en noviembre de 2003. La canción también se representó en el programa británico Top of the Pops en 2003. Duff realizó una versión acústica de la canción en Sessions @ AOL y Studio Disney. Además de las actuaciones de televisión en vivo, la canción se realizó en muchas de las giras de Duff. "So Yesterday" se realizó en cada show en su Metamorphosis Tour (2003). La actuación acústica en vivo en Sessions @ AOL fue grabada y aparece en el compilado de video All Access Pass de Duff, y la actuación en la gira Metamorphosis aparece en la compilación de videos en vivo de Duff The Girl Can Rock.

## Formatos y lista de canciones
CD sencillo (Estados Unidos, Canadá y Japón)
1. «So Yesterday»
2. «Workin' It Out»

CD 1 (Reino Unido)
1. «So Yesterday»
2. «Girl Can Rock»
3. Álbum megamix
4. Galería de fotos, lyrics screen y wallpaper

CD 2 (Reino Unido)
1. «So Yesterday»
2. «Workin' It Out»
3. «So Yesterday» (Thunderpuss mix)
4. Póster de Hilary

## Posicionamiento en listas
| Listas (2003)                         | Posición |
| ------------------------------------- | -------- |
| Alemania (Offizielle Deutsche Charts) | 46       |
| Australia (ARIA)                      | 8        |
| Bélgica (Flandes) (Ultratop 50)       | 11       |
| Bélgica (Valonia) (Ultratop 50)       | 24       |
| Brasil (ABPD)                         | 54       |
| Canadá (Nielsen SoundScan)            | 2        |
| Estados Unidos (Billboard Hot 100)    | 42       |
| Estados Unidos (Mainstream Top 40)    | 15       |
| Francia (SNEP)                        | 8        |
| Irlanda (IRMA)                        | 6        |
| Japón (Oricon)                        | 199      |
| Nueva Zelanda (Recorded Music NZ)     | 23       |
| Países Bajos (Dutch Top 40)           | 5        |
| Países Bajos (Mega Single Top 100)    | 4        |
| Reino Unido (UK Singles Chart)        | 9        |
| Suiza (Schweizer Hitparade)           | 28       |

## Certificaciones
| Organismo certificador | Certificación | Ventas certificadas |
| ---------------------- | ------------- | ------------------- |
| Australia              | Platino       | 70 000              |

## Historial de lanzamientos
| País           | Fecha                   | Formato          | Discográfica          |
| -------------- | ----------------------- | ---------------- | --------------------- |
| Estados Unidos | 15 de julio de 2003     | Mainstream radio | Buena Vista Hollywood |
| Vanuatu        | 29 de julio de 2003     | CD sencillo      | Buena Vista Hollywood |
| Estados Unidos | 29 de julio de 2003     | CD sencillo      | Buena Vista Hollywood |
| Australia      | 8 de septiembre de 2003 | CD sencillo      | Universal Music       |
| Reino Unido    | 20 de octubre de 2003   | CD sencillo      | Universal Music       |
| Japón          | 22 de octubre de 2003   | CD sencillo      | Universal Music       |
| Francia        | 2 de enero de 2004      | CD sencillo      | Warner Music          |
| Alemania       | 29 de marzo de 2004     | CD sencillo      | Warner Music          |

## En la cultura popular
En la saga de Rick Riordan, Percy Jackson y los dioses del Olimpo se hace saber que Grover, en el bolsillo llevaba una flauta de junco que su padre cabra le había hecho, aunque sólo se sabía dos canciones: el Concierto para piano n. ° 12 de Mozart y "So Yesterday" de Hilary Duff, pero que ninguna de las dos suena demasiado bien con la flauta del Dios Pan.